# La Cantera, Chocamán
La Cantera är en ort i Mexiko.   Den ligger i kommunen Chocamán och delstaten Veracruz, i den sydöstra delen av landet, 220 km öster om huvudstaden Mexico City. La Cantera ligger 1 411 meter över havet och antalet invånare är 221.
Terrängen runt La Cantera är lite bergig. Runt La Cantera är det tätbefolkat, med 427 invånare per kvadratkilometer. Närmaste större samhälle är Córdoba, 17,5 km sydost om La Cantera. I omgivningarna runt La Cantera växer huvudsakligen savannskog.